# Trichilogaster acaciaelongifoliae
Trichilogaster acaciaelongifoliae är en stekelart som först beskrevs av Walter Wilson Froggatt 1892.  Trichilogaster acaciaelongifoliae ingår i släktet Trichilogaster och familjen puppglanssteklar. Inga underarter finns listade i Catalogue of Life.

## Bildgalleri

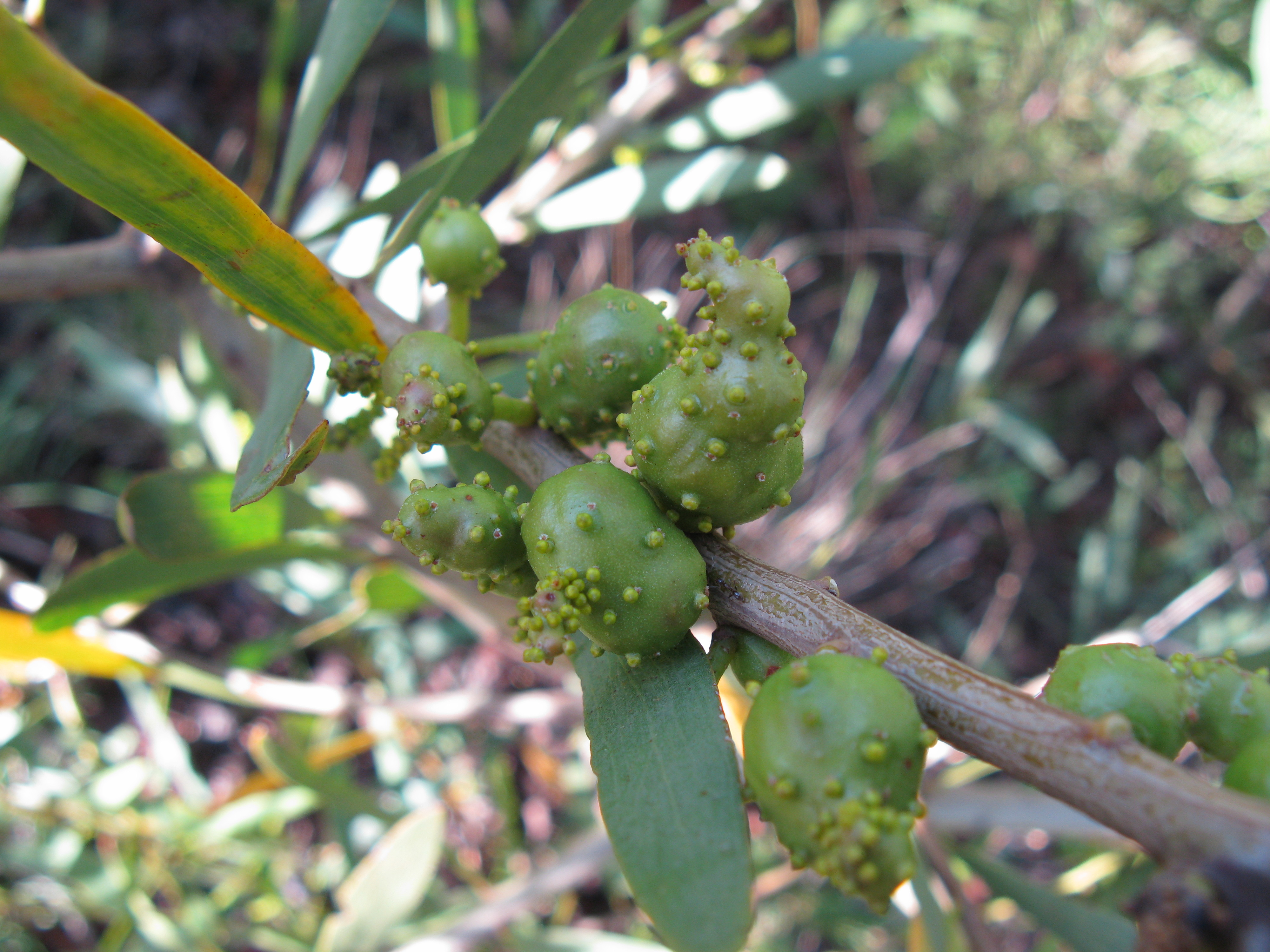